# ستانلي روبرتس (كاتب)
ستانلي روبرتس (بالإنجليزية: Stanley Roberts)‏ هو كاتب سيناريو أمريكي، ولد في 17 مايو 1916 في نيويورك في الولايات المتحدة، وتوفي في 22 أبريل 1982 في بيفرلي هيلز في الولايات المتحدة.

## وصلات خارجية
- ستانلي روبرتس على موقع IMDb (الإنجليزية)
- ستانلي روبرتس على موقع ألو سيني (الفرنسية)
- ستانلي روبرتس على موقع أول موفي (الإنجليزية)
- ستانلي روبرتس على موقع قاعدة بيانات الأفلام السويدية (السويدية)
- ستانلي روبرتس على موقع قاعدة بيانات الفيلم (الإنجليزية)
- ستانلي روبرتس على موقع كينوبويسك (الروسية)